# 布罗滕航空
布罗滕航空（Braathens ASA），1997年以前稱“布罗滕南美及遠東航空公司”（Braathens South American & Far East Airtransport A/S，簡寫為Braathens SAFE），是挪威一間已不存在的航空公司，從1946年開始運作，直至2004年被北歐航空合併，成為SAS Braathens（北歐航空挪威分部）。布罗滕航空在存在的很長一段時間內是挪威最大的國內航空公司，但鮮有國際航線。其樞紐設於奧斯陸福尼布機場以及後來的奥斯陆加勒穆恩机场，也曾以瑞典斯德哥爾摩-阿蘭達機場為基地。布罗滕航空在歷史上共使用過15款飛機（合計118架），主要機型為波音737的各個子型號，曾運營定期航班目的地涵蓋50個城市，53個機場。
該公司1946年由挪威船運企業家路德維希·G·布罗滕成立，用道格拉斯DC-4飛航遠東及南非。1954年起，公司轉型為國內航空公司，用德哈威蘭蒼鷺型飛航國內航線，但仍然保留國際包機服務，這些包機任務使用DC-3和DC-6執行。1958年，福克F27加入布罗滕航空，但在福克F28和波音737-200於1969年引進時退役。布罗滕航空在使用過兩年的波音767之後，自1986年起運營一支全數為波音737-200的機隊。
1987年起，挪威國內線的競爭逐漸開始，布罗滕航空開始重新飛航國際航線。直至1994年，原有機隊被波音737-400和737-500取代，挪威國內航線也開始放鬆管制。此後，布罗滕航空在奧斯陸證券交易所上市，與荷蘭皇家航空結盟，通過收購環瑞典航空和馬爾默航空以將航線網絡擴展至瑞典。1998年，加勒穆恩機場的開幕導致了布罗滕航空與北歐航空和彩色航空的價格戰，布罗滕航空也從此陷入財政危機，2001年售予北歐航空集團，2004年5月1日與北歐航空挪威分公司合併。

## 歷史

### 遠東航線
布罗滕南美及遠東航空公司在1946年3月26日由路德維希·G·布罗滕成立，是挪威船運公司Ludvig G. Braathens Rederi的附屬。布罗滕最初創建航空公司的目的是將船員和物資通過飛機運輸至其旗下的船隻，最初以其停在遠東地區的船隻為主。布罗滕赴美向美國空軍購買數架載客量44人的道格拉斯C-54，隨後僱用20名飛行員，將他們送往沃斯堡進行飛行認證。同年12月26日，布罗滕航空的第一架飛機（註冊編號LN-HAV，名稱為Norse Explorer）在奧斯陸加勒穆恩機場降落。

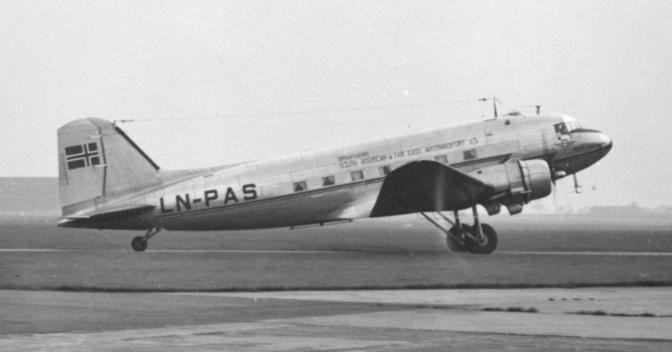
1952年，布罗滕航空的DC-3，機身寫有該公司的全名

1947年1月30日，布罗滕南美及遠東航空開通首條航線，由奧斯陸經哥本哈根、巴黎至開羅。該公司此後也執行了多班包機任務，同年2月24日從奧斯陸首次飛往遠東，使用名為Norske Skyfarer的飛機，經停阿姆斯特丹、馬賽、開羅、巴士拉、卡拉奇、加爾各答和曼谷，並於3月8日抵達香港啟德機場，飛行時間共46小時。此外，由歐洲飛往遠東的其他航班由荷蘭皇家航空與英國海外航空提供。當時奧斯陸與香港間的定期航班往返需9至10天，包括在開羅、卡拉奇、曼谷的過夜以及在香港的維修時間。1947年，布罗滕南美及遠東航空25次飛往香港，5次飛往紐約市，一次飛往約翰内斯堡同年，道格拉斯DC-3被引進，並用於短途包機。次年，布罗滕南美及遠東航空第一次試航南美，同年開通每週飛往遠東的航班。
1940年代末期，部份國有的挪威航空（DNL）壟斷了挪威的所有國內和國際航線。當時，成立不久的北歐航空宣佈將開通飛往遠東的航班，而布罗滕航空因飛往遠東的包機過於頻繁，需要作出讓步。北歐航空請求優惠待遇，而布罗滕航空以在斯塔萬格機場成立維修基地為條件，繼續飛航遠東，直至1954年。 同時，布罗滕航空將運營基地由加勒穆恩機場轉移至福尼布機場。

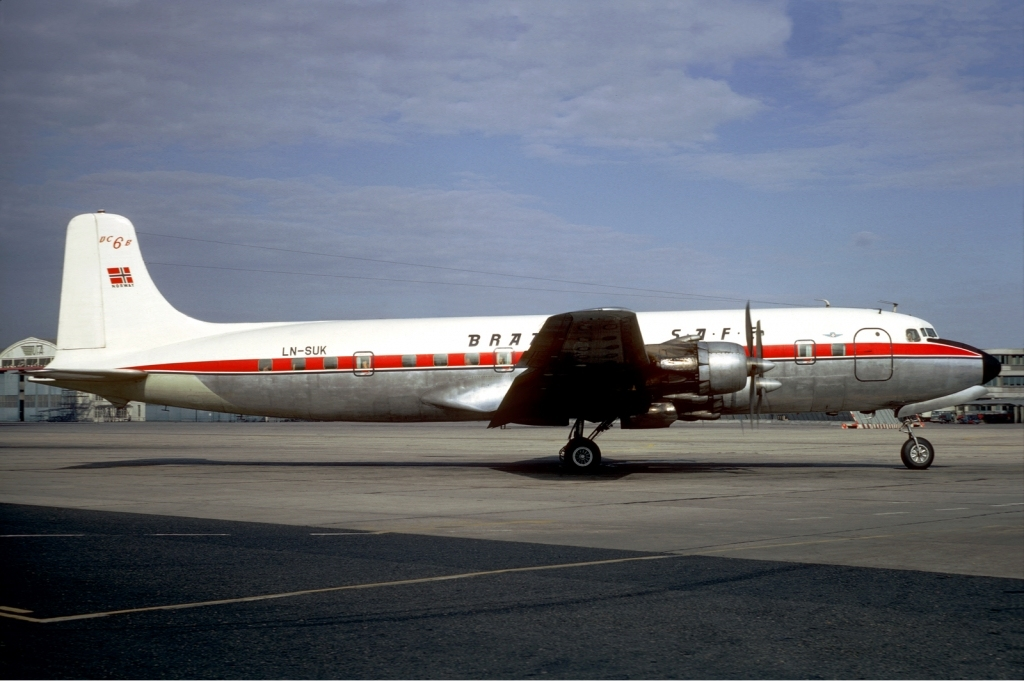
1971年的道格拉斯DC-6B

1951年，北歐航空在拒絕與布罗滕航空合併之後成為一個統一的整體。布罗滕航空也請求開通紐約及東京航線，但被挪威政府拒絕。隨後，遠東航線的經營權轉移至北歐航空，布罗滕航空因此失去國際航權。

### 轉戰國內
1950年，布罗滕航空用道格拉斯DC-6開通歐洲包機服務，同時申請開通國內航線。為開通國內航線，布罗滕航空引進了德哈威蘭蒼鷺。1953年，布罗滕航空被准許由奧斯陸飛往特隆赫姆，北歐航空也在飛航這一航線。同時，遠東航線的停辦使公司損失了90%的收益。

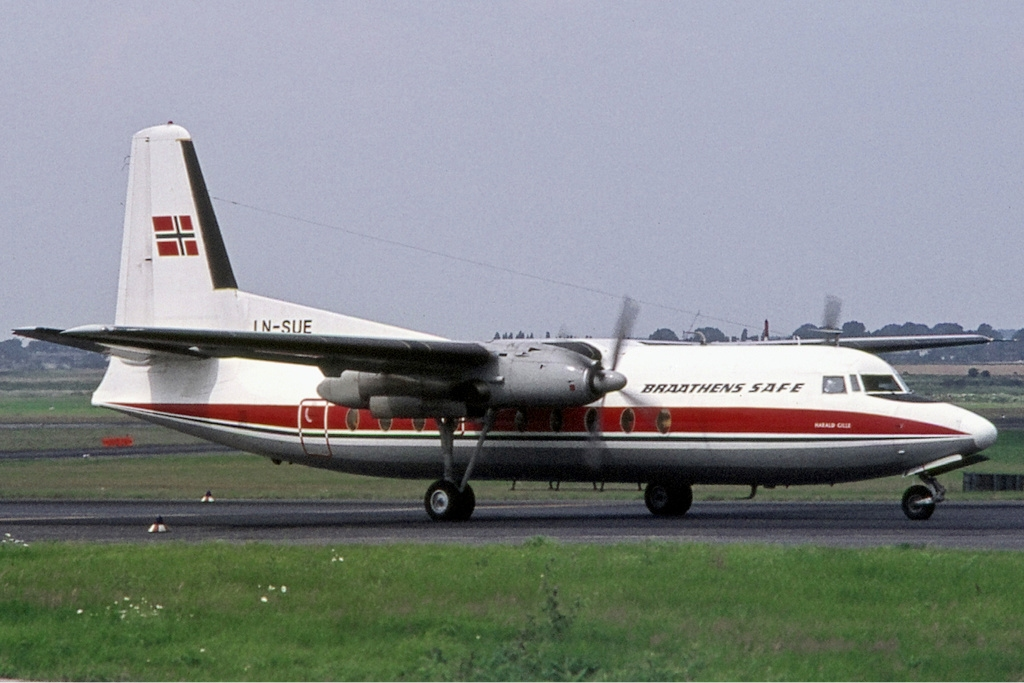
1974年的福克F27

布罗滕航空是第二家使用福克F27的航空公司，該機型取代了DC-3和蒼鷺，使用渦槳和加壓客艙。第一架於1958年交付使用，並且用於主要航線，也因此不再飛航一些跑道過短的機場。1959年，布罗滕航空開始運營飛往朗伊尔城的包機，降落在臨時鋪成的雪地跑道上。次年，奧斯陸與丹麥奧爾堡機場之間，經停桑納菲奧爾機場的航班開通，但僅一年便在北歐航空施壓下停辦。1967年，布罗滕航空被允許繼續經營卑爾根、奧勒松、特隆赫姆和博德、特羅姆瑟之間的航班。

### 噴射時代

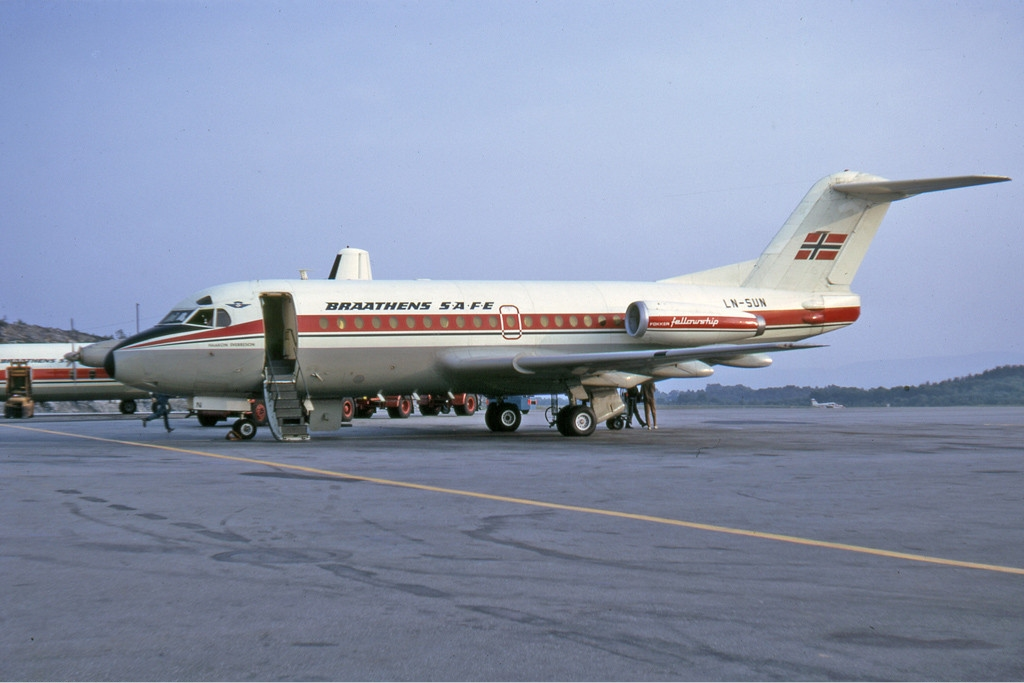
1972年的福克F28

1965年，布罗滕航空訂購了三架波音737-200噴氣式飛機，最初是爲了升級其包機服務。布罗滕航空也為成為福克F28的啟動用戶，取消了波音737-100的訂單，福克F28也計劃成為該公司國內線的主力機型。此舉將用F-28替代所有F-27。兩款簇新的噴射機都在1969年交付使用，DC-4和DC-6也逐漸退役。
布罗滕航空的最後三架F-27售予其姊妹公司蜜蜂航空（該公司部份航線於1993年轉予挪威航空）。1976年起，布罗滕航空推出了“綠線”服務，在特定航線上推出折扣。創始人路德維希於1976年12月27日逝世，其子繼任首席執行官。1970年代，共有11架波音737加入布罗滕航空機隊，其中一架是帶有側貨艙門的客貨混合型，三架裝有額外油箱以飛航加那利群島。1980年代早期，布罗滕航空又推出“夏日票價”，在夏季推出折扣票價，提高了夏季的客流量。

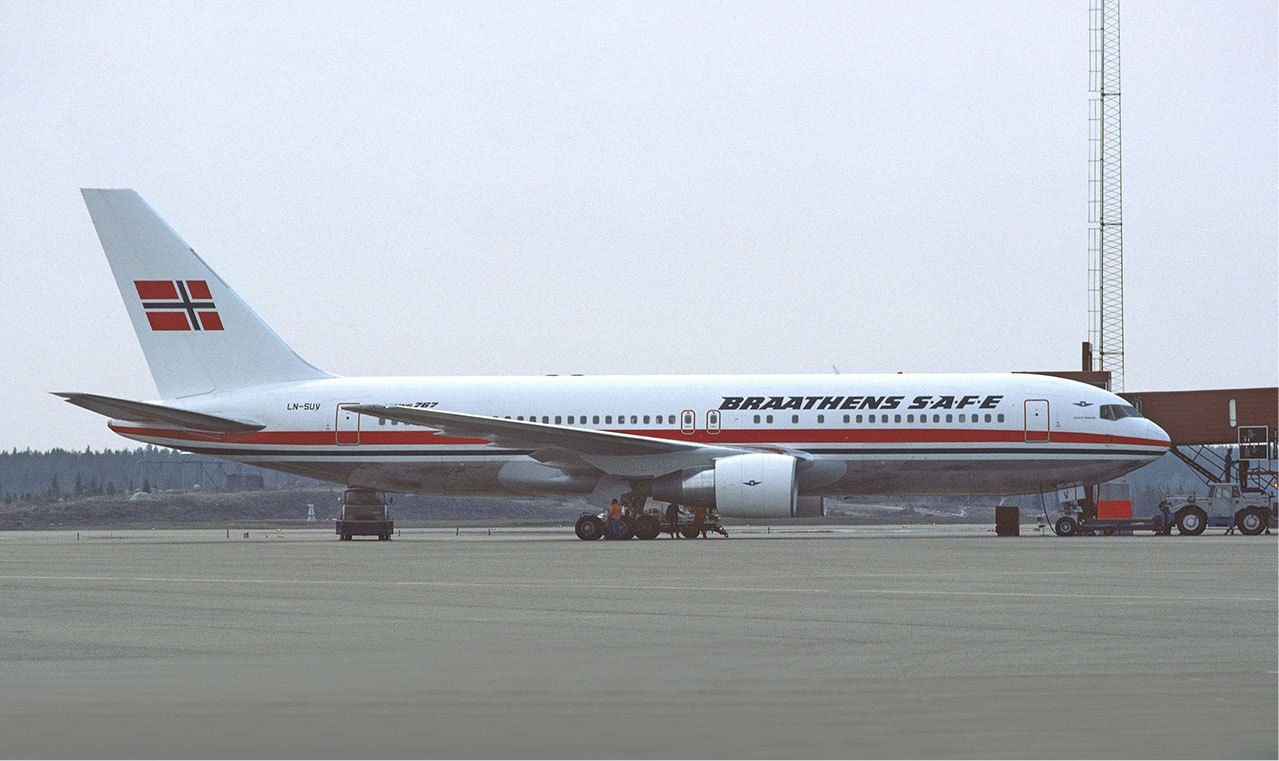
兩架波音767-205中的一架在斯德哥爾摩-阿蘭達機場

為保持在由奧斯陸、哥德堡和斯德哥爾摩始發的包機市場中的競爭力，布罗滕航空於1980年訂購了兩架波音767-200，單架載客量242，比一般包機航空公司767-200採用的273座少。1984年，這些飛機交付使用。布罗滕在這兩架波音767上推出了“頭等商務客位”，但由於旅客不願支付其開支，這一舉動並不成功。由於座位較少，這些飛機很難執行包機任務，但因執行定期航班，無法增加座位，布罗滕航空只得在1986年售出兩架波音767，兩年後停辦瑞典始發的包機業務。

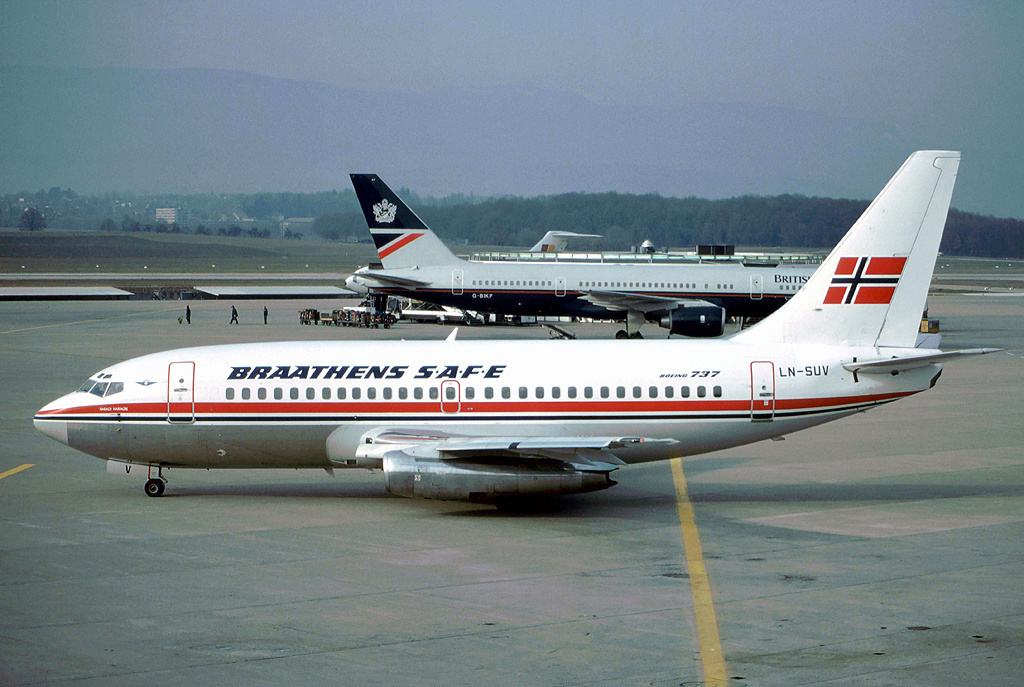
1987年的波音737-205

此外，布罗滕航空的最後四架福克F28也在1986年售出，這使得布罗滕航空擁有一支全部為737-200的機隊，以節省運營開支。同年，又有六架737-200交付使用。1989年6月1日，時年34歲的埃里克·G·布罗滕接任首席執行官。布罗滕航空也接收了156座的波音737-400與124座的737-500，其中737-400主要用於包機，較短的737-500用於挪威國內航班。1989年，第一架737-400交付給布罗滕航空，次年737-500也加入機隊。1994年，布罗滕航空所有的737-200都已退役。

### 放鬆管制
1987年，隨著航線管制的放鬆，布罗滕航空開始在奧斯陸-卑爾根等航線與北歐航空競爭。1988年起，布罗滕航空被准許開通國際航線。其中第一條為飛往丹麥比隆的航線，於1989年開通，次年又開通飛往紐卡斯爾的航線。此後又陸續開航馬爾默和倫敦格域。蜜蜂航空於1993年破產，其地區性航班轉予挪威航空（Norwegian Air Shuttle）。

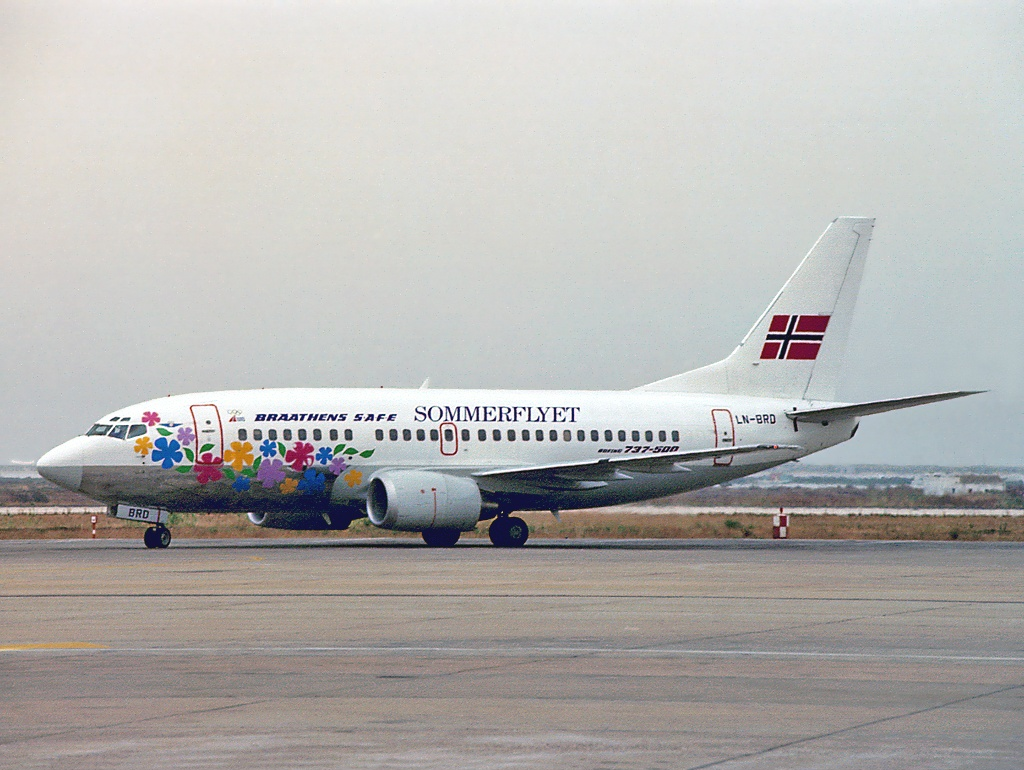
一架波音737-500披上夏日特別塗裝

1994年1月10日，布罗滕航空首次公開募資，在奧斯陸證券交易所上市，此後布拉干薩仍持有布罗滕航空69%的股權。同年4月1日，奧斯陸往卑爾根的航班頻密程度有所增加，奧斯陸與特羅姆瑟和納爾維克間的航班也同時開通。此後兩年內，布罗滕航空開通了飛往羅馬的定期航班以及飛往澤西島和尼斯的夏季航班。

### 品牌重塑
1996年，布罗滕航空收購瑞典第二大國內航空公司環瑞典航空，旨在合併其航線網絡，並於同年6月18日開通奧斯陸與斯德哥爾摩的航線，與北歐航空競爭。1997年，布罗滕航空宣佈訂購六架134座的波音737-700，環瑞典航空也開始用波音737替代福克100，並於1997年末改名為“布罗滕瑞典航空”（Braathens Sverige）。

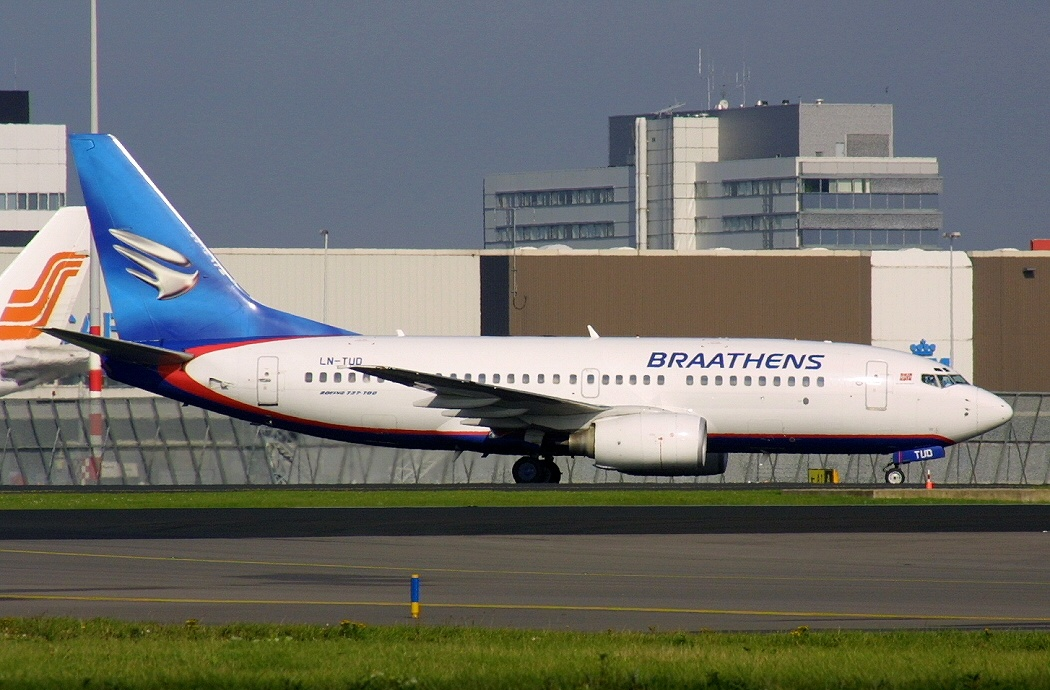
布罗滕航空重塑品牌後的波音737-700

1998年起，布罗滕航空開始與荷蘭皇家航空達成戰略合作夥伴關係，荷航持有布罗滕航空的30%股權，布罗滕航空則接管荷航往返挪威與阿姆斯特丹的多數航線。布罗滕航空的倫敦航線則移至伦敦斯坦斯特德机场。荷航此舉是爲了迴應北歐航空與漢莎航空等成立星空聯盟的舉動。
1998年3月23日，布罗滕南美及遠東航空更名為布罗滕航空（Braathens），並且將銀色的翅膀圖案作為新標誌，同時啟用新塗裝，用翅膀標誌取代垂直尾翼上的挪威國旗。同時，布罗滕航空開始使用兩艙佈局“Best and Back”（最好与最后），後者是為購買折扣價票者所設的。北歐航空並未實行同一政策。同年8月17日，布罗滕航空收購馬爾默航空，後者使用11架BAe 146執行斯德哥爾摩－布魯瑪機場、哥德堡-蘭德維特機場、马尔默机场和倫敦城市機場間的航線。

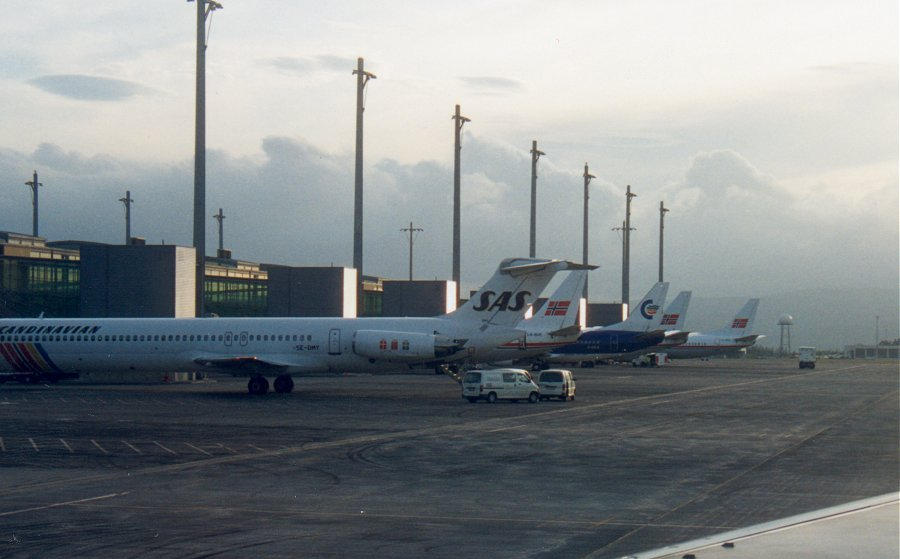
1999年北歐航空、布罗滕航空與彩色航空進行價格戰期間，三家公司的飛機在奧斯陸加勒穆恩機場

1998年1月，挪威國內低成本航空公司彩色航空成立。同年10月8日，福尼布機場關閉，加勒穆恩機場重啟。彩色航空於1998年8月1日開通加勒穆恩始發的航班。 由於加勒穆恩機場沒有如單跑道的福尼布機場般設立起降限制，三家航空公司的新航線迅速增長。布罗滕航空開通飛往豪格松的航線，但開始與北歐航空在克利斯蒂安桑航線上競爭。
1998年末，布罗滕航空的客流量增長了20%，但在加勒穆恩機場開幕後的客流量只增長了5.2%。1999年9月27日，彩色航空結業。 Immediately following the bankruptcy, the two airlines increased their prices.同年11月，布罗滕航空開始裁撤航線，宣佈票價增長20%，並將挪威國旗重新繪在機尾。1999年，布罗滕航空與北歐航空都損失了至少10億挪威克朗。

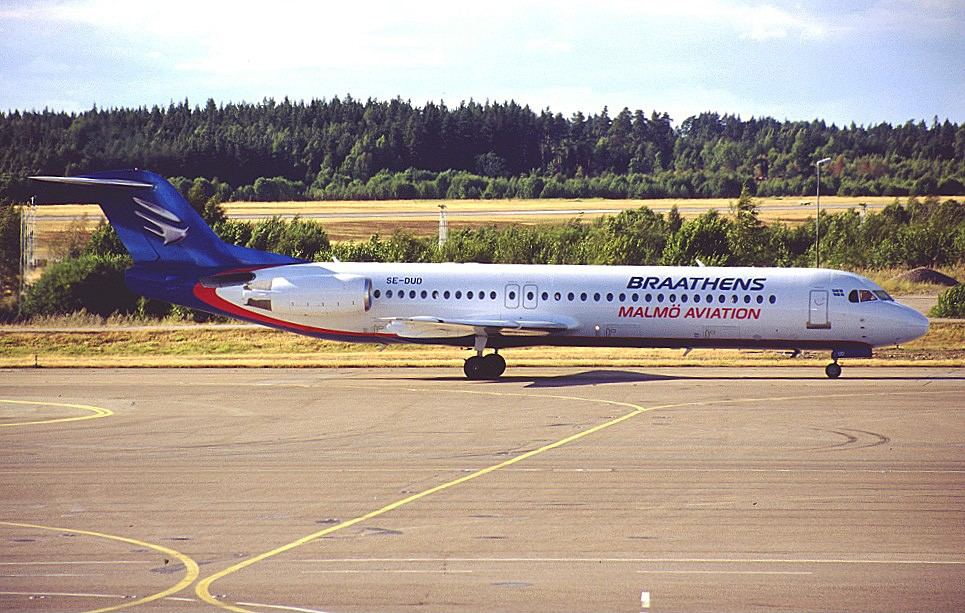
1999年，原環瑞典航空的福克100

### 走向沒落
1999年7月23日，阿內·A·延森成為布罗滕航空的首席執行官。1999年2月，布罗滕航空將瑞典分部與馬爾默航空合併，成立布罗滕馬爾默航空（Braathens Malmö Aviation）。同年11月，布罗滕航空停辦了其從環瑞典航空接收的全部航線。此後兩年，布罗滕航空的票價大幅度升高，航班數銳減。2001年，數個國內和國際航點被裁撤，但往度假目的地的國際航線也在同時開辦。

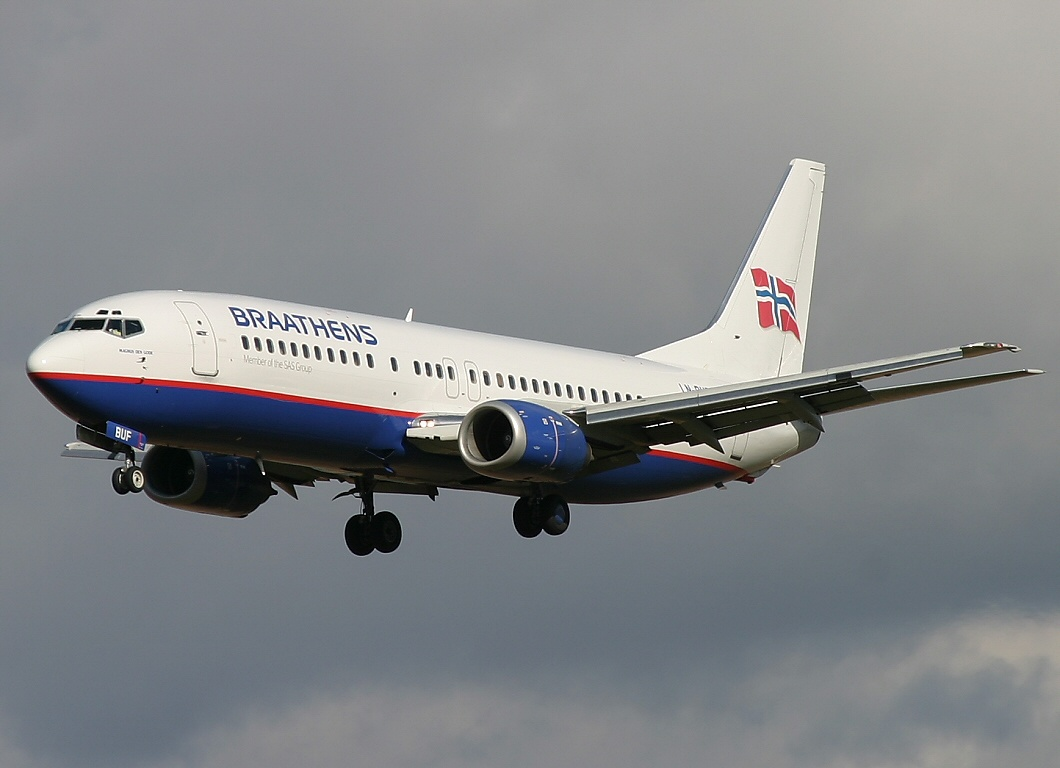
布罗滕航空的一架波音737-400披上該公司的末代塗裝

北歐航空集團和布罗滕航空於2001年5月21日宣佈荷蘭皇家航空與布拉干薩控股已經同意將布罗滕航空的69%股權以8億挪威克朗的價格售予北歐航空，而北歐航空估價11億挪威克朗。但這一收購計劃因涉嫌壟斷，遭到挪威竞争署調查。
北歐航空與布罗滕航空於2002年4月2日重新分配所有航班，布罗滕航空放棄了奧斯陸飛往特隆赫姆、卑爾根和斯塔萬格的航線，但接管了飛往挪威北部的多數航線。同年4月24日，北歐航空宣佈將布罗滕航空的裝卸服務轉予北歐航空的地面服務部門。布罗滕航空的800名僱員被解僱，而北歐航空並無僱員失業。 北歐航空於2004年3月10日宣佈同布罗滕航空合併為同一家公司：北歐布罗滕航空（SAS Braathens）。後者繼承了布罗滕航空的運營執照、IATA及ICAO代碼、呼號。2007年6月1日起，北歐航空布罗滕品牌重新改為北歐航空，雖然仍保留單獨的北歐航空挪威公司（SAS Norge AS）。

## 機隊

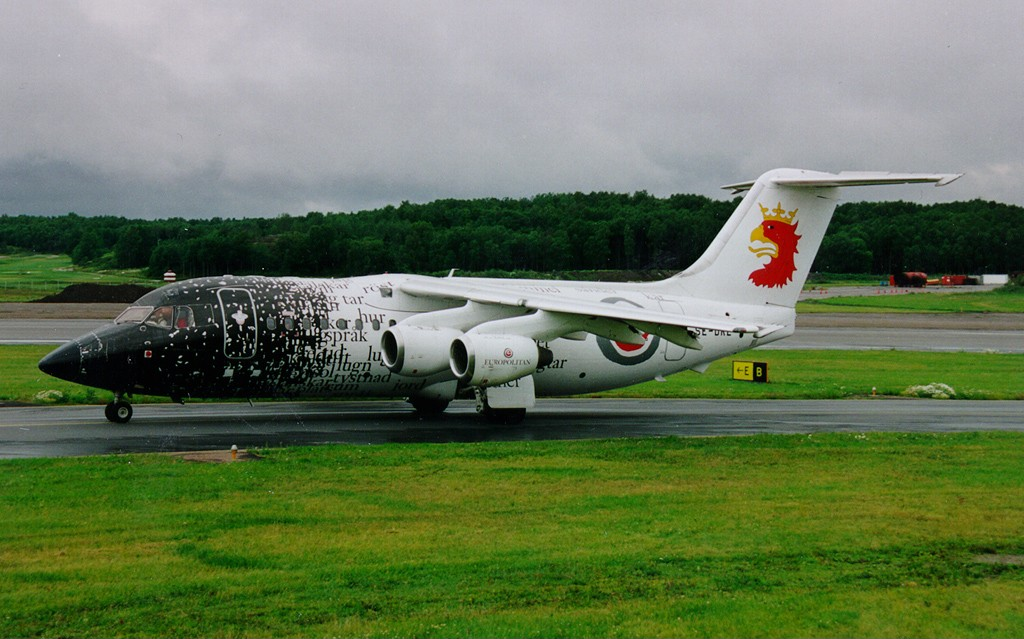
2000年BAe 146-200身披廣告塗裝

布罗滕航空共運營過118架飛機，15個機型，其中數量最多的是波音737-200，運營過20架。布罗滕航空一共運營過波音737的五個型號，合共64架。
從成立起，布罗滕南美及遠東航空的機身塗裝為一道紅色粗橫線以及白、藍細橫線各一道，垂直尾翼上繪有挪威国旗。此塗裝在稍作改動之後也用在737-400和737-500上。然而在1998年，隨著公司引進波音737-700，布罗滕航空改動塗裝，垂直尾翼標誌改為灰色的翅膀，機腹也塗成藍色。然而在1999年，垂直尾翼上的標誌被飄揚的挪威國旗圖案取代。只有早期的一些道格拉斯飛機被命名，這些飛機的名稱都以“Norse”開頭。

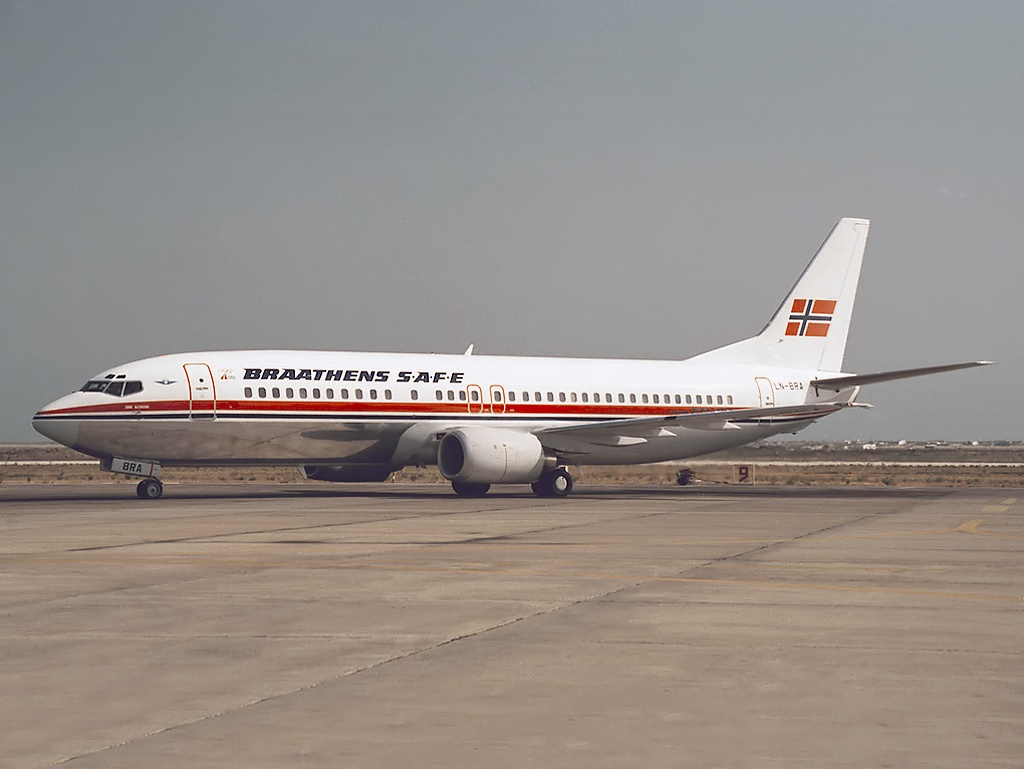
1989年的波音737-400

| 製造商   | 型號           | 數量 | 引進 | 退役 |
| -------- | -------------- | ---- | ---- | ---- |
| 道格拉斯 | C-54“空中霸王” | 6    | 1947 | 1966 |
| 道格拉斯 | C-47“達科他”   | 2    | 1947 | 1964 |
| 德哈維蘭 | DH.114蒼鷺     | 7    | 1952 | 1960 |
| 福克     | F-27“友谊”     | 8    | 1958 | 1977 |
| 道格拉斯 | DC-6A/C        | 1    | 1961 | 1965 |
| 道格拉斯 | DC-6B          | 7    | 1962 | 1973 |
| 福克     | F-28“夥伴”     | 6    | 1969 | 1986 |
| 波音     | 737-200        | 20   | 1969 | 1994 |
| 波音     | 767-200        | 2    | 1984 | 1986 |
| 波音     | 737-400        | 7    | 1989 | 2004 |
| 波音     | 737-500        | 17   | 1990 | 2004 |
| 福克     | 100            | 5    | 1997 | 1999 |
| 波音     | 737-300        | 1    | 1997 | 1999 |
| 波音     | 737-700        | 13   | 1998 | 2004 |
| 英國宇航 | 146-200        | 10   | 1998 | 2001 |

## 目的地

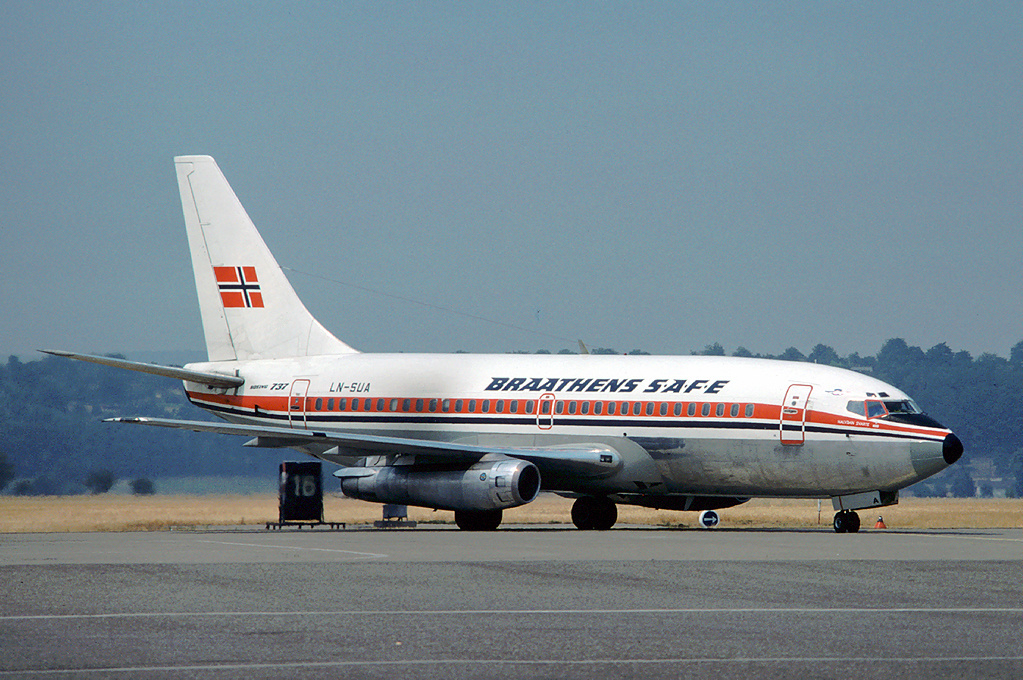
1976年，布罗滕南美及遠東航空的波音737-200在巴塞爾

布罗滕航空歷史上共飛航53個機場，50個城市。其中，25個機場（23個城市）位於挪威國內，6個目的地在瑞典。布罗滕航空飛航過的國際目的地也包括17個國家/地區的22個城市，24個機場，其中七個城市在亞洲，其餘在歐洲。此外，布罗滕航空也執行過飛往數個地點的定期或非定期包機。1946年至1949年，布罗滕航空的運營基地為奥斯陆加勒穆恩机场，此後搬遷至奧斯陸福尼布機場。 福尼布機場於1998年關閉後，布罗滕航空將基地搬回加勒穆恩機場，并將其設為樞紐機場。1997年至1999年，斯德哥爾摩-阿蘭達機場也是布罗滕航空在瑞典的樞紐。而其維修基地設在斯塔萬格。
1987年以前，北歐航空和布罗滕航空在挪威的競爭僅限於奧斯陸至斯塔萬格和特隆赫姆的航線上。布罗滕航空在奧斯陸飛往克利斯蒂安桑、奧勒松、摩爾多和克利斯蒂安松的航線，西海岸航線（卑爾根、奧勒松、摩爾多、克利斯蒂安松、特隆赫姆之間）以及挪威西部往挪威北部的航線都是獨家經營。

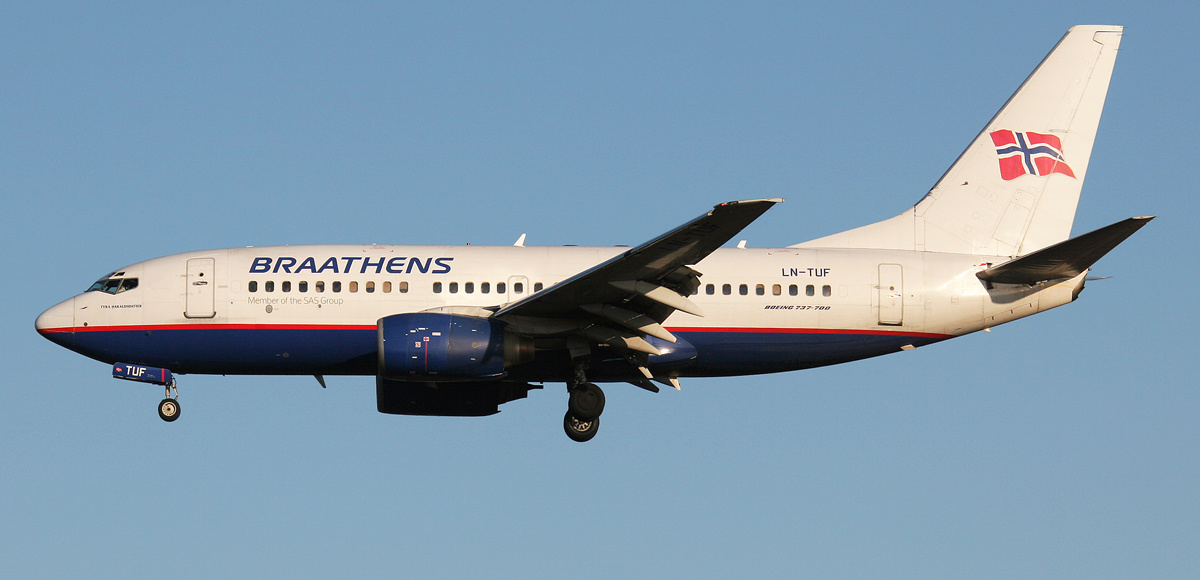
波音737-700

隨著1998年加勒穆恩機場重開，布罗滕航空擴展了航線網絡，運營由奧斯陸往克利斯蒂安桑、斯塔萬格、豪格松、卑爾根、奧勒松、摩爾多、克利斯蒂安松、特隆赫姆、博德、哈爾斯塔德/納爾維克和特羅姆瑟的直飛航班，以及這些機場之間的其他航班。在瑞典，布罗滕航空運營斯德哥爾摩飛往呂勒奧、于默奧、桑斯瓦爾、延雪平和哈爾姆斯塔德的航線。由奧斯陸始發的國際航點包括馬爾默、斯德哥爾摩、比隆、紐卡斯爾、倫敦、澤西、尼斯、羅馬，以及2000年起開航的巴塞羅那、阿利坎特和馬拉加。此外，布罗滕航空也提供挪威数个城市往阿姆斯特丹的服务。

## 服務
1998年以前，布罗滕航空只提供單級客艙，服務包括免費提供的飛機餐以及限量銷售的折扣票。1998年3月23日，公司更名並引進二級客艙佈局。購買全價票的乘客坐在飛機前部的“最好”艙位，占載客量的70%，享有免費咖啡、餐食、報紙，以及較大的座椅間距。該艙位之後為“最後”艙位，不提供免費餐食及報紙，座椅間距較小，但提供售價45挪威克朗的收費餐食。這個區域的座位以折扣價銷售，但需提前至少一週預訂且行程超過一週。“最好”艙也有一些折扣票，但價格還是高於後艙票價。
“‘最好’與‘最後’”的服務廣受旅客和分析員的批評。布罗滕航空主要以民眾的航空公司形象示人，與北歐航空的商務形象形成對比。在重塑品牌之前，挪威無一航空公司在國內航班上使用兩艙佈局。布罗滕航空此舉反而加速了乘客的流失，也增加了運營成本。
布罗滕航空於1985年啟動常旅客計劃“Bracard”，1999年將其更名為“Wings”。截至1997年，布罗滕航空與芬蘭航空和英國航空有合作協議，在與荷蘭皇家航空合作之後，布罗滕航空也開始與西北航空、美國大陸航空和意大利航空在常旅客計劃上合作。

## 事故及意外

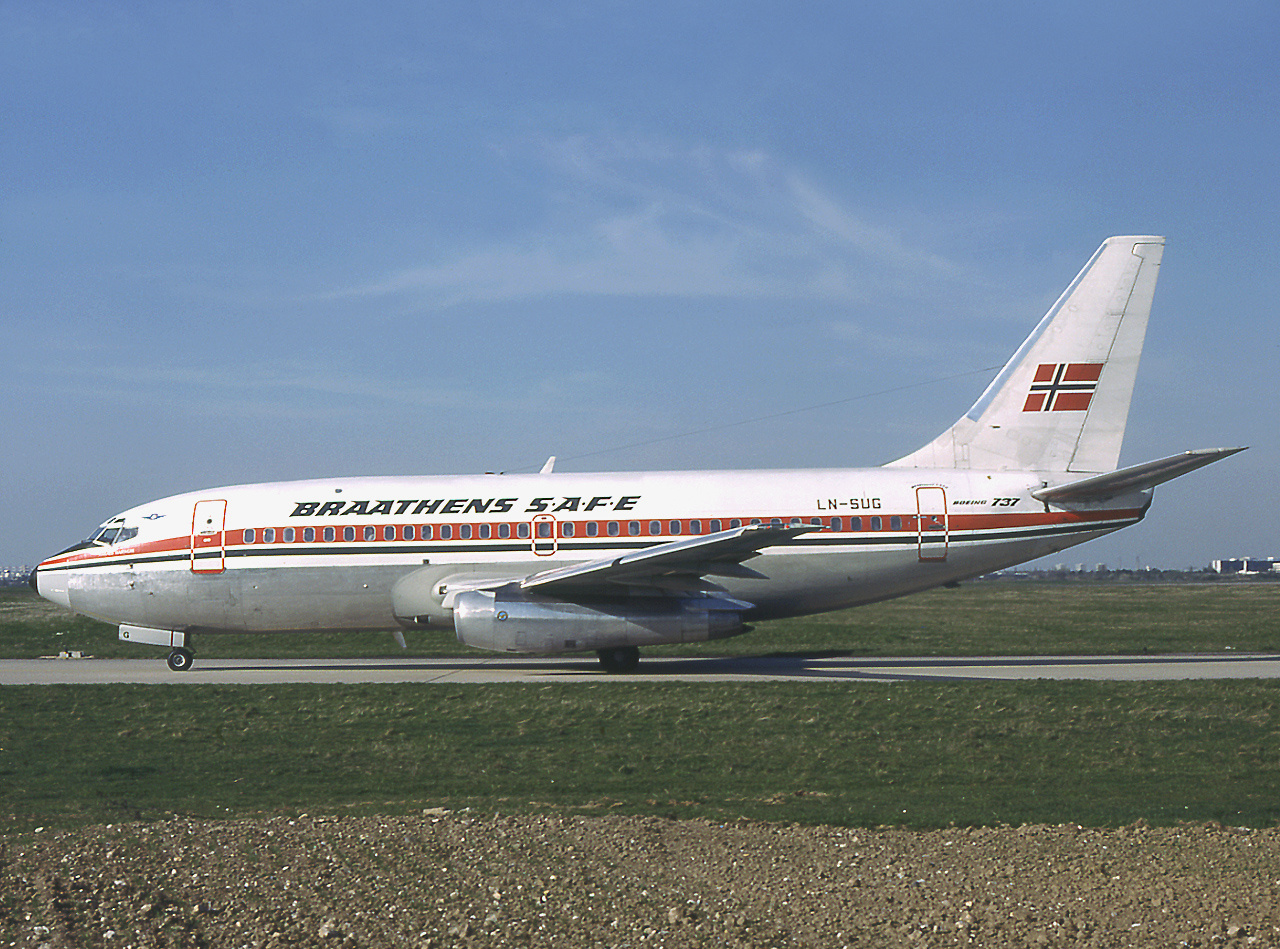
LN-SUG於1985年遭劫機

1956年11月7日，編號為LN-SUR，名為“Lars”的蒼鷺型因結冰墜毀在挪威Hummelfjell山中，飛行員和一名乘客遇難，機上其餘十人生還。
1972年12月23日，一架福克F-28（編號LN-SUY）執行239號班機，在由奧勒松飛往奧斯陸途中墜毀於阿斯克尔，機上45人中40人死亡。事故起因至今未明，有可能是仪表着陆系统故障。
1985年6月21日，一架編號為LN-SUG的波音737-200載著121人執行從特隆赫姆飛往奧斯陸的139號班機時，被一名24歲男子斯泰因·阿維·修斯比劫持。該男子用氣槍威脅一名乘務員，要求與時任首相科勒·伊萨赫森·维洛克、司法部長蒙娜·瑞克見面，並在新聞發佈會上做出政治聲明。該男子的要求未被滿足，他也在飛機降落在奧斯陸之後自首。這是挪威歷史上第一次劫機事件。

## 外部連結
- 官網鏡像